# Vilșka, Brusîliv
Vilșka (în ucraineană Вільшка) este un sat în comuna Homuteț din raionul Brusîliv, regiunea Jîtomîr, Ucraina.

## Demografie
Componența lingvistică a localității Vilșka
     Ucraineană (89,73%)
     Rusă (7,57%)
     Română (2,16%)
     Alte limbi (0,54%)
Conform recensământului din 2001, majoritatea populației localității Vilșka era vorbitoare de ucraineană (89,73%), existând în minoritate și vorbitori de rusă (7,57%) și română (2,16%).